# HD 114729 b
HD 114729 b és un planeta extrasolar a aproximadament 114 anys llum en la constel·lació de Centaure. Aquest planeta és probablement lleugerament menys massiu que Júpiter.